# Vuelo 5735 de China Eastern Airlines
El vuelo 5735 de China Eastern Airlines (CES5735/MU5735) fue un vuelo de pasajeros nacional regular que se operaba desde Kunming a Guangzhou, en la República Popular China. El lunes 21 de marzo de 2022, el Boeing 737 que operaba el vuelo se estrelló en el condado de Teng, Guangxi. El avión trasladaba a 132 personas y no hubo sobrevivientes dada la pendiente tan pronunciada de los ejes del avión y la alta velocidad. Sin sobreviviente alguno, se convierte en el accidente aéreo más mortal de la historia de la aerolínea, superando al vuelo 5210 en el que murieron 55 personas en 2004.
Fue el desastre aéreo más grave de 2022.

## Aeronave

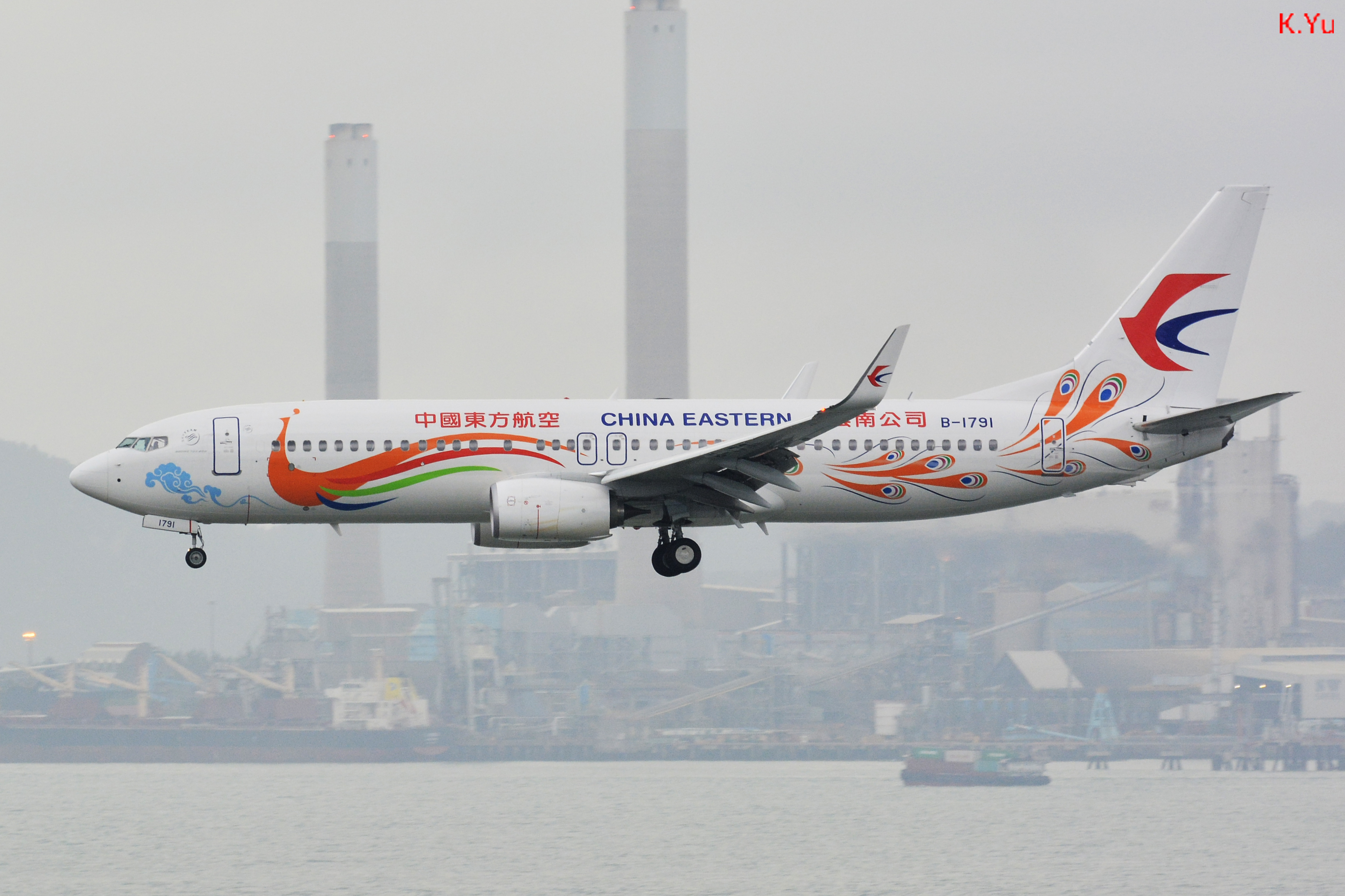
El avión accidentado, visto en 2015.

La aeronave implicada era un Boeing 737-89P, con matrícula B-1791 y número de serie 41474. Estaba propulsada por dos motores turbofán CFM56-7B26E. Había volado por primera vez el 5 de junio de 2015 y se entregó nueva a China Eastern Airlines el 25 de junio del mismo año. Estaba pintada con la librea Yunnan Peacock de la aerolínea.
El modelo Boeing 737-800 que se estrelló es el predecesor del Boeing 737 MAX, que estuvo en tierra en China durante más de tres años después de los accidentes de los vuelos 610 de Lion Air en 2018 y 302 de Ethiopian Airlines en 2019 debido al nuevo sistema MCAS. Al momento del accidente, muchos 737 MAX ya volaban en gran parte del mundo. El último accidente relacionado con el 737-800 fue el vuelo 1344 de Air India Express, accidentado en agosto de 2020 cuando se salió de la pista del Aeropuerto Internacional de Kozhikode en India y mató a 21 de los 190 ocupantes. El último accidente grave en China fue en 2010, cuando el vuelo 8387 de Henan Airlines se estrelló cerca del aeropuerto de Yichun Lindu y causó 44 muertos.

## Tripulación
La tripulación de vuelo estaba compuesta por tres pilotos, cinco asistentes de vuelo y un guardia de seguridad.
- El capitán Yang Hongda estaba empleado como piloto de Boeing 737 desde enero de 2018, con un total de 6709 horas de vuelo.
- El primer oficial Zhang Zhengping se encontraba entre los pilotos comerciales más experimentados de China, con 31.769 horas, y era instructor de vuelo para China Eastern, habiendo capacitado a más de 100 capitanes; fue galardonado con el título honorífico de "Piloto Meritorio" de la aviación civil en 2011. Sin embargo, poco tiempo antes del accidente, Zhengping bajó de rango a primer oficial por ejecutar aproximaciones inestables y por fallar una evaluación en simulador solicitada por China Eastern Airlines.
- El segundo oficial (como observador) Ni Gongtao, con un total de 556 horas de vuelo, se encontraba a bordo para cumplir con sus funciones de entrenamiento.[11][12]

## Pasajeros
Iban 123 pasajeros y nueve tripulantes en el avión al momento del accidente. Inicialmente el vuelo preveía 124 pasajeros, pero una pasajera no pudo abordarlo debido a un aviso de la aplicación nacional con la que se hace el seguimiento de COVID-19. Todos eran de nacionalidad china.
| Nacionalidades de los ocupantes | Nacionalidades de los ocupantes | Nacionalidades de los ocupantes | Nacionalidades de los ocupantes |
| Nacionalidad                    | Pasajeros                       | Tripulación                     | Total                           |
| ------------------------------- | ------------------------------- | ------------------------------- | ------------------------------- |
| China                           | 123                             | 9                               | 132                             |
| Total                           | 123                             | 9                               | 132                             |

## Accidente

Ruta seguida por el vuelo 5735

El avión partió del Aeropuerto Internacional de Kunming Changshui hacia el Aeropuerto Internacional de Guangzhou Baiyun a las 13:15 hora local (05:15 UTC). Debía aterrizar a las 15:05 (07:05 UTC). Según la CAAC, la aeronave perdió contacto con China Eastern sobre la ciudad de Wuzhou. A las 14:22 (06:22 UTC), mientras se preparaba para descender a Guangzhou, la aeronave inició un descenso repentino y pronunciado, de 29.100 pies (8900 m) a 3225 pies (983 m) en 3 minutos con una velocidad de descenso de 8625 pies (2629 m) por minuto, según los datos de vuelo registrados por Flightradar24. El avión finalmente se estrelló en las montañas del condado de Teng, ciudad de Wuzhou, provincia de Guangxi, a las 14:23 (06:23 UTC), y los restos fueron encontrados más tarde cerca del lugar del accidente.
Cuatro horas antes del accidente, los servicios meteorológicos de Wuzhou emitieron una advertencia de fuertes vientos convectivos.
Las imágenes del accidente fueron capturadas por una cámara de circuito cerrado de televisión cercana, que muestra el avión descendiendo en un ángulo cercano a los 90 grados. El lugar del accidente también fue filmado, mostrando restos y un incendio. Se encontraron muchos restos más pequeños esparcidos por los alrededores. Al siguiente día, se confirmó que no hubo señal de vida de algún ocupante.

## Investigación

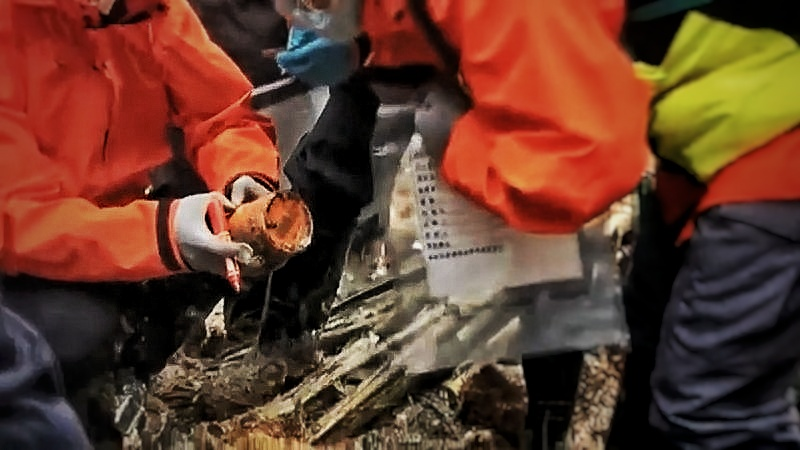
La grabadora de voz de cabina recuperada, 23 de marzo.

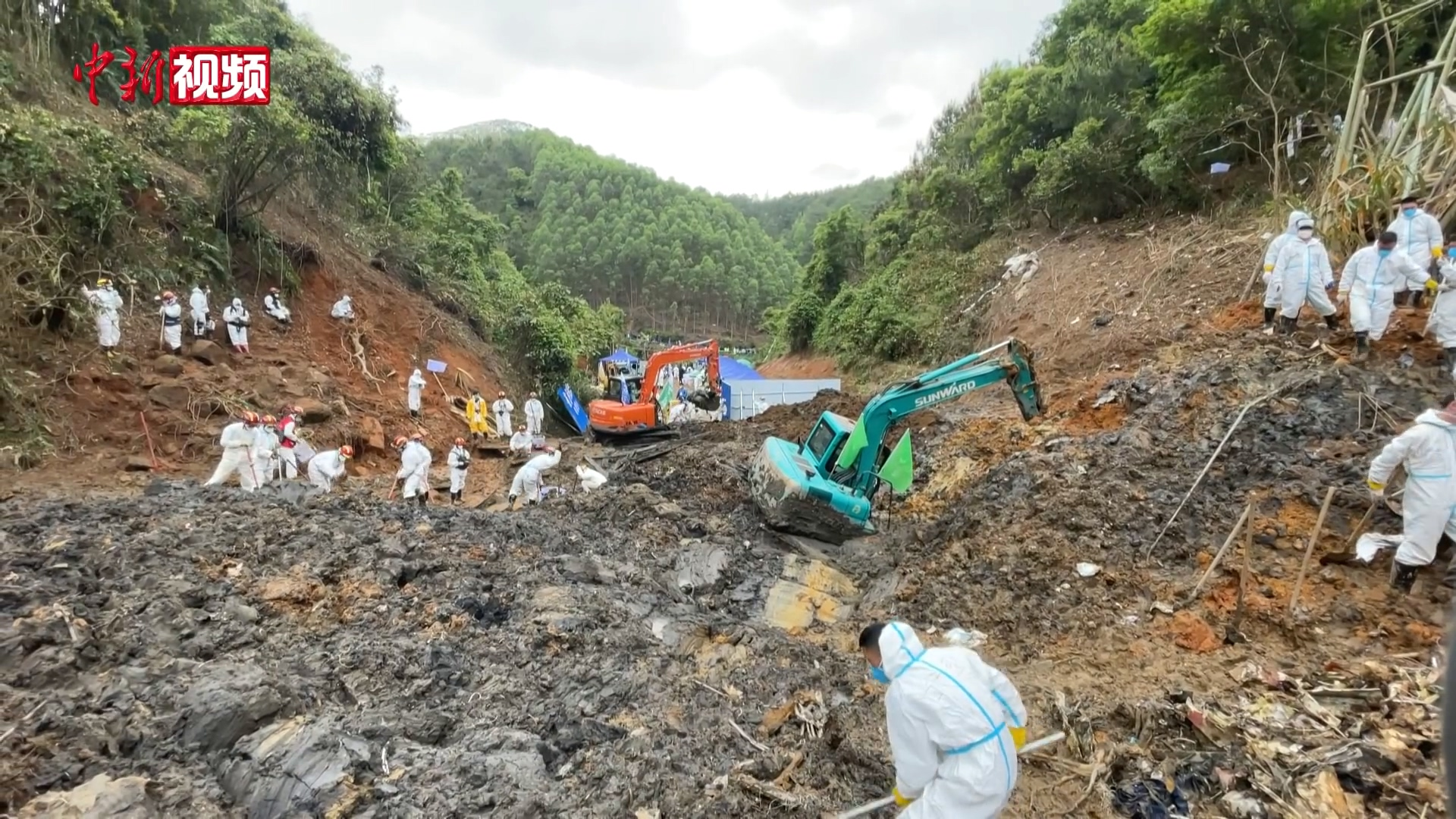
Equipos de búsqueda y rescate trabajando en el lugar, 25 de marzo.

El primer ministro chino, Li Keqiang, pidió esfuerzos máximos para buscar sobrevivientes y tratar a los heridos, y enfatizó la necesidad de tranquilizar y atender a las familias de las víctimas. El líder chino, Xi Jinping, pidió a los investigadores que determinasen la causa del accidente lo antes posible y garantizasen una seguridad aérea «absoluta».
La Junta Nacional de Seguridad en el Transporte (NTSB) de los Estados Unidos dijo que se había designado a un alto funcionario como representante en la investigación del accidente. Representantes de CFM International, Boeing y la FAA también actuarán como asesores técnicos en la investigación.
Uno de los dos registradores de vuelo fue encontrado el 23 de marzo. Se describió como «tan dañado que no fue posible decir de inmediato si se trata del registrador de datos de vuelo o del registrador de voz de la cabina». Más tarde se identificó preliminarmente como la grabadora de voz de la cabina y se envió a Beijing para una posible extracción de datos. Según una conferencia de prensa, el transmisor localizador de emergencia (ELT) se recuperó el 26 de marzo, y el 27 de marzo se recuperó el registrador de datos de vuelo . Había sido enterrado a 1,5 metros (5 pies) de profundidad en el suelo y parecía ligeramente abollado pero estaba intacto.
Mao Yanfeng, jefe de investigación de aeronaves en CAAC, dijo que el vuelo no se había encontrado con condiciones climáticas peligrosas. No se detectaron componentes de explosivos comunes.
Los restos de los 132 ocupantes de la aeronave fueron identificados positivamente el 29 de marzo.
El liderazgo chino pidió una publicación abierta, oportuna y transparente de información sobre el accidente, y se espera un informe preliminar dentro de los 30 días. Poco después del accidente, Sonya Brown, profesora titular de diseño aeroespacial en la Universidad de Nueva Gales del Sur, sugirió que la falla catastrófica del plano de cola (por ejemplo, un problema del estabilizador) y el sabotaje (como un piloto que choca intencionadamente) eran dos de las posibilidades con respecto a la causa del accidente, y el descubrimiento de una parte del avión a unos 10 km del lugar del accidente dieron peso a la teoría de una ruptura en el aire. Sin embargo, las autoridades chinas confirmaron más tarde que se trataba de un dispositivo de punta alar (winglet en inglés), cuya pérdida no debería afectar gravemente la aeronavegabilidad, y que es lo suficientemente ligero como para haber volado al suelo con el viento o haberse roto durante el descenso.

### Informe preliminar
El 20 de abril, el CAAC publicó informes preliminares sobre el accidente, que "no hubo anomalías en la comunicación por radio y el comando de control entre la tripulación y el departamento de control de tráfico aéreo antes de desviarse de la altitud de crucero". Se informó que el avión estaba en condiciones de volar, al día en la inspección, todo el personal cumplió con los requisitos, el clima estuvo bien y no se encontraron mercancías peligrosas. Sin embargo, ambas cajas negras sufrieron graves daños y fueron enviadas a Washington para una mayor investigación.
En vísperas del primer aniversario en marzo de 2023, la CAAC emitió un comunicado de que la investigación está en curso debido a la naturaleza "muy complicada y muy rara" del accidente.

### Informes de la prensa de investigación
Los primeros informes de la grabadora de datos de vuelo de la aeronave apuntan a un choque deliberado desde la cabina. Se empujaron los controles de vuelo para poner el avión en picado. Esto lleva la investigación hacia el piloto o la posibilidad de una violación de la cabina. China Eastern notó la improbabilidad de que alguien rompa la cabina, ya que no se transmitió un código de emergencia. Las autoridades chinas no señalan problemas relacionados con problemas mecánicos o de control de vuelo.
El 17 de mayo, el diario The Wall Street Journal sacó un informe respaldado por funcionarios estadounidenses, según el diario: "El avión hizo lo que alguien en la cabina le dijo que hiciera", esto extraído de un importante funcionario estadounidense de la NTSB luego de que a esta última se le enviaran las cajas negras del avión para extraer información. Por lo que el medio expresa, el avión fue intencionadamente estrellado (siendo presumiblemente un caso de suicidio aéreo), concentrándose en las acciones hechas por el piloto del avión. Los informes noticiosos publicados por ABC News el mismo día coincidieron con el informe del Wall Street Journal sobre los funcionarios investigadores del gobierno de los EE. UU., citando también datos del registrador de vuelo que muestran que el tren de aterrizaje y los flaps evidentemente no se había acoplado ni desplegado durante el descenso de la aeronave, lo que indicaría que los pilotos intentaron un descenso o aterrizaje de emergencia. Los informes de ABC News habían detallado que los funcionarios estadounidenses habían investigado la vida personal de uno de los pilotos de la tripulación de vuelo, afirmando que el piloto pudo haber estado lidiando con problemas personales no revelados antes del accidente.
Múltiples informes también mencionaron que en los momentos previos y durante el descenso, no hubo llamadas de socorro o de emergencia desde la cabina al control de tráfico aéreo ni ninguna respuesta a los intentos del control de tráfico aéreo y las aeronaves cercanas para hacer contacto con la aeronave.

### Informe provisional
El 20 de marzo de 2024, la Administración de Aviación Civil de China publicó una actualización provisional, según la cual "no se habían encontrado anomalías", todas las actividades y procedimientos se adhirieron a los protocolos prescritos, el personal de tierra, incluido el personal de control del tráfico aéreo, se consideró competente y el equipo de navegación funcionaba como se esperaba. Los funcionarios declararon además que actualizarían el informe a medida que haya más información disponible. El informe se publicó un día antes del segundo aniversario del accidente.

## Restos

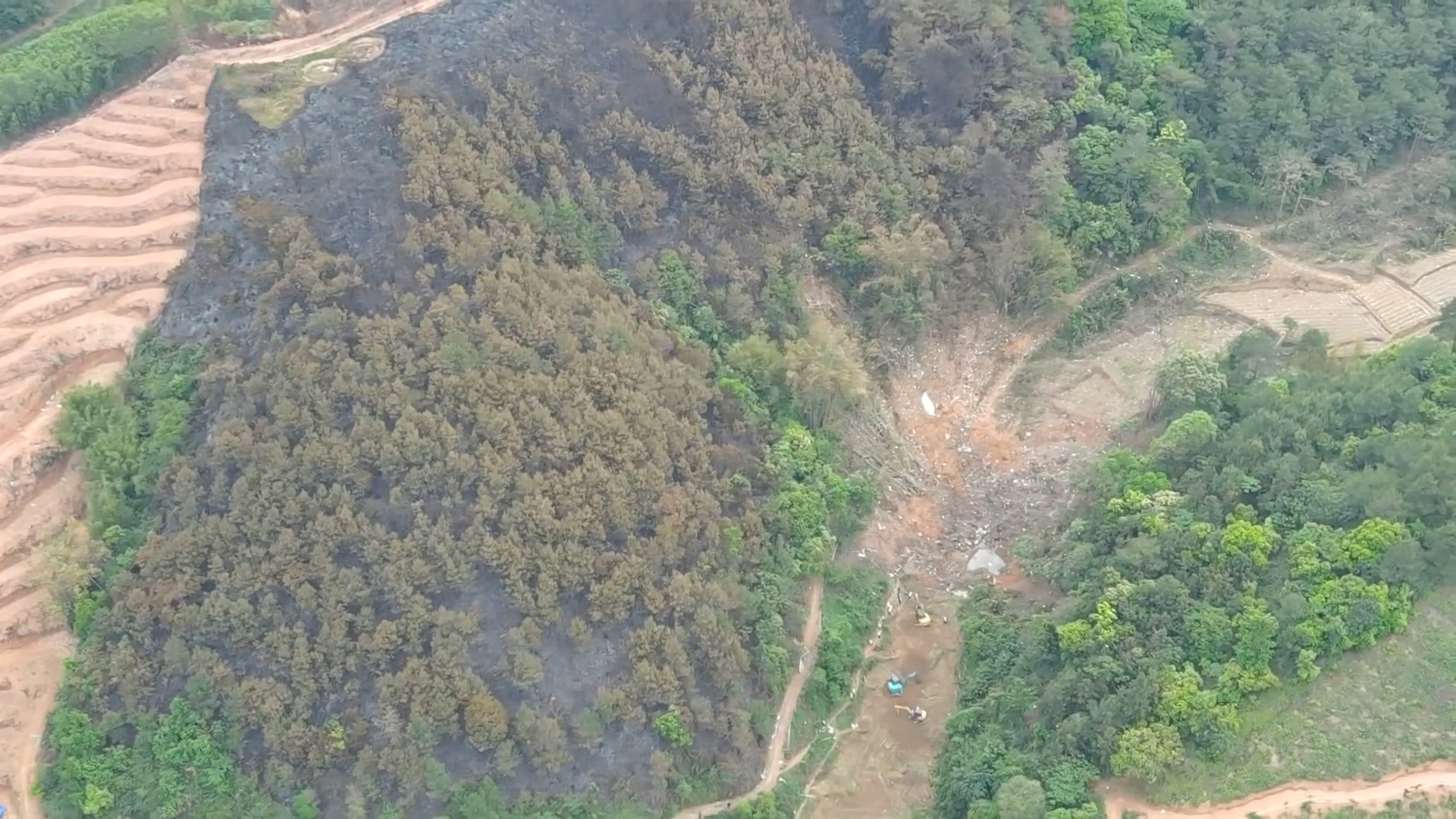
Sitio del desastre.

El departamento de bomberos de la prefectura de Wuzhou informó que se envió a 450 bomberos al lugar del accidente, a partir del 21 de marzo de 2022.
Después de recibir la llamada de emergencia, el Departamento de Bomberos y Rescate de Wuzhou envió a los bomberos a las 15:05. A las 15:56, los bomberos de la cercana ciudad de Tangbu llegaron y realizaron un reconocimiento. A las 16:40, también se enviaron bomberos de fuera de Wuzhou, incluso de Guilin, Beihai, Hezhou, Laibin y Hechi.
Según los informes, los equipos de rescate tuvieron dificultades para acercarse al sitio debido al incendio provocado por el accidente. Un sitio web de noticias informó que 117 rescatistas ya habían llegado al sitio por la noche, con un total de 650 enviados y dirigiéndose al sitio desde tres direcciones. El fuego se extinguió a las 17:25.

## Reacciones y consecuencias
La Administración de Aviación Civil de China habilitó un grupo de trabajo de emergencia y envió un equipo al lugar del accidente. La Administración Federal de Aviación (FAA) de los Estados Unidos dijo en un comunicado que estaba al tanto del incidente. La FAA agregó que está «lista para ayudar en los esfuerzos de investigación» si se le solicita. Boeing dijo que fue informado por los informes iniciales y que estaba recopilando detalles.
Las bolsas estadounidenses indicaron que las acciones de Boeing cayeron un 7,8% tras el incidente. Las acciones de China Eastern Airlines en Hong Kong cayeron un 6,5%, mientras que en Estados Unidos cayeron un 17%.
China Eastern anunció que todos sus Boeing 737-800 estarán en tierra para inspección hasta que se complete la investigación del accidente.
Liu Ning, el secretario del Partido Comunista en Guangxi, fue al lugar del accidente y ordenó una operación de búsqueda y rescate «total». También estuvo acompañado por el director del Comité Permanente de la Asamblea Popular de Guangxi y otros funcionarios.